# Burg Waisenstein
Die Ruine von Burg Waisenstein (Tschechisch: Sirotčí hrádek, deutsch auch Burg Rosenstein) befindet sich in der Nähe des Dorfes Klentnice (Klentnitz) in Tschechien.

## Geografie
Die Burg liegt in den Pollauer Bergen in einer Höhe von 414 m n.m. Sieben Kilometer südlich verläuft die Landesgrenze zu Österreich, fünf Kilometer nördlich befindet sich die Talsperre von Nové Mlýny, die die Thaya aufstaut.

## Geschichte
Die Ursprünge der Burg reichen bis ins 13. Jahrhundert zurück, als es von den Wehingen erbaut wurde und sich im Besitz der Liechtensteiner und Dietrichsteiner befand. Seit 1964 steht die Ruine unter Denkmalschutz.
Die Burg wurde in der Mitte des 13. Jahrhunderts von einem Zweig der schwäbischen Familie Wehingen, unter Siegfried Waise (Sirotek) erbaut. Nach Erlöschen der Familie Wehingen befand sich das Schloss von 1305 im Besitz Königs Wenzel III., der ein Jahr später ermordet wurde. Dann geriet die Burg in den Besitz derer von Liechtenstein. 1575 wurde es der Familie Dietrichstein übertragen und war bis dahin wahrscheinlich leerstehend. Der Ort wird im Jahr 1590 als wüst erwähnt.

## Beschreibung
Die Ruinen befinden sich in der Nähe des Dorfes Klentnice am nördlichen Rand des 458 m hohen Stolová hora (Tafelberg), ungefähr 3 km nördlich von Mikulov (Nikolsburg) entfernt. Die Burg wurde auf zwei Kalksteinfelsen erbaut, die durch eine tiefe Schlucht getrennt sind, über die vermutlich eine Brücke führte. Der Hauptteil der Burg befindet sich auf einem nach Süden ausgerichteten Felsen. Auf dem südlichen Felsplateau stand ein dreistöckiger Palas. Im Norden, der jetzt unzugänglich ist, befand sich ein Wachturm.
Die Burgmauer ist auf dem südlichen Felsen in Höhe von acht Metern erhalten. Auf der gegenüberliegenden Seite dieser Mauer befindet sich ein Überrest des dreistöckigen Palas.

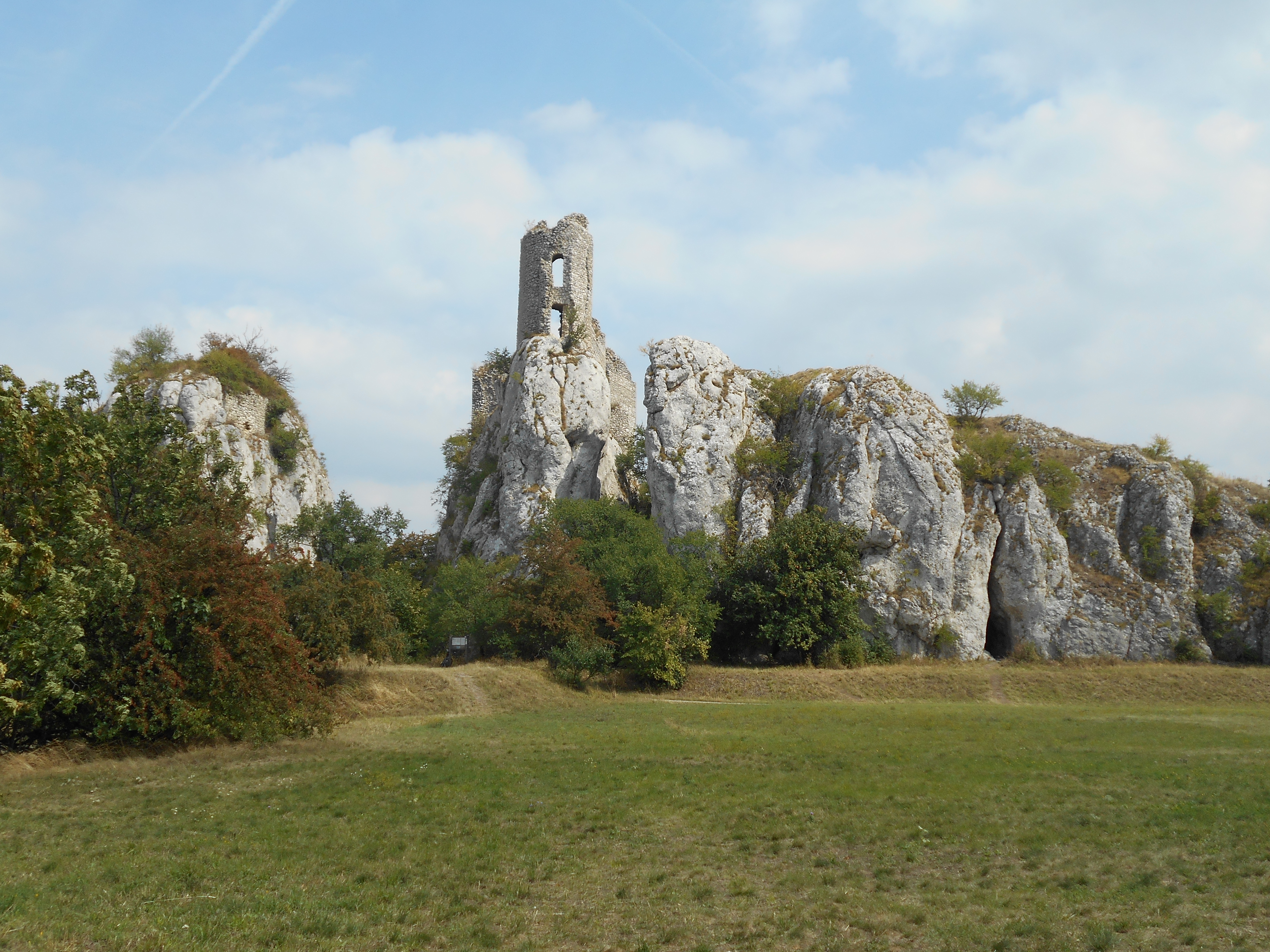
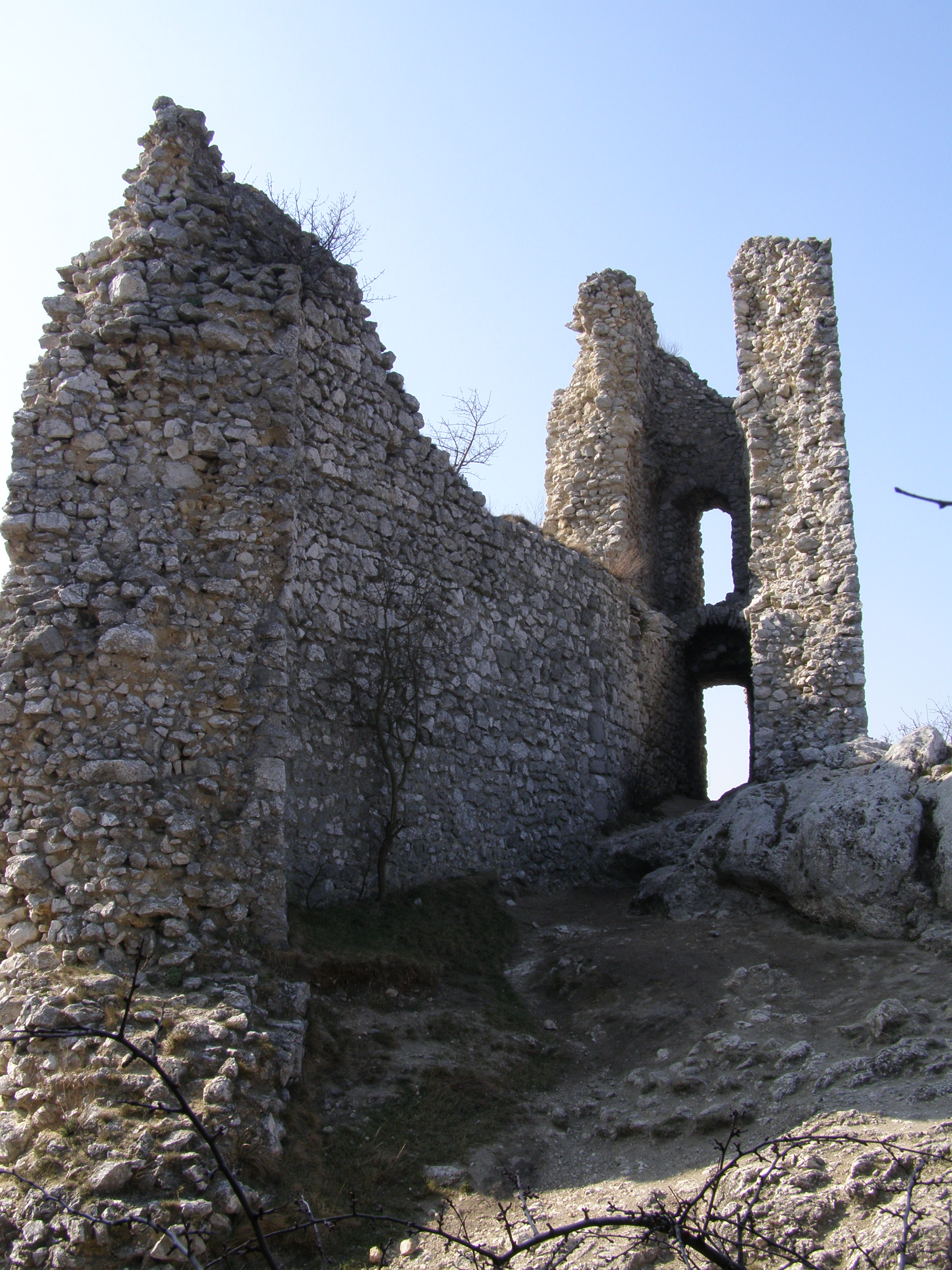
Ruine des Palas
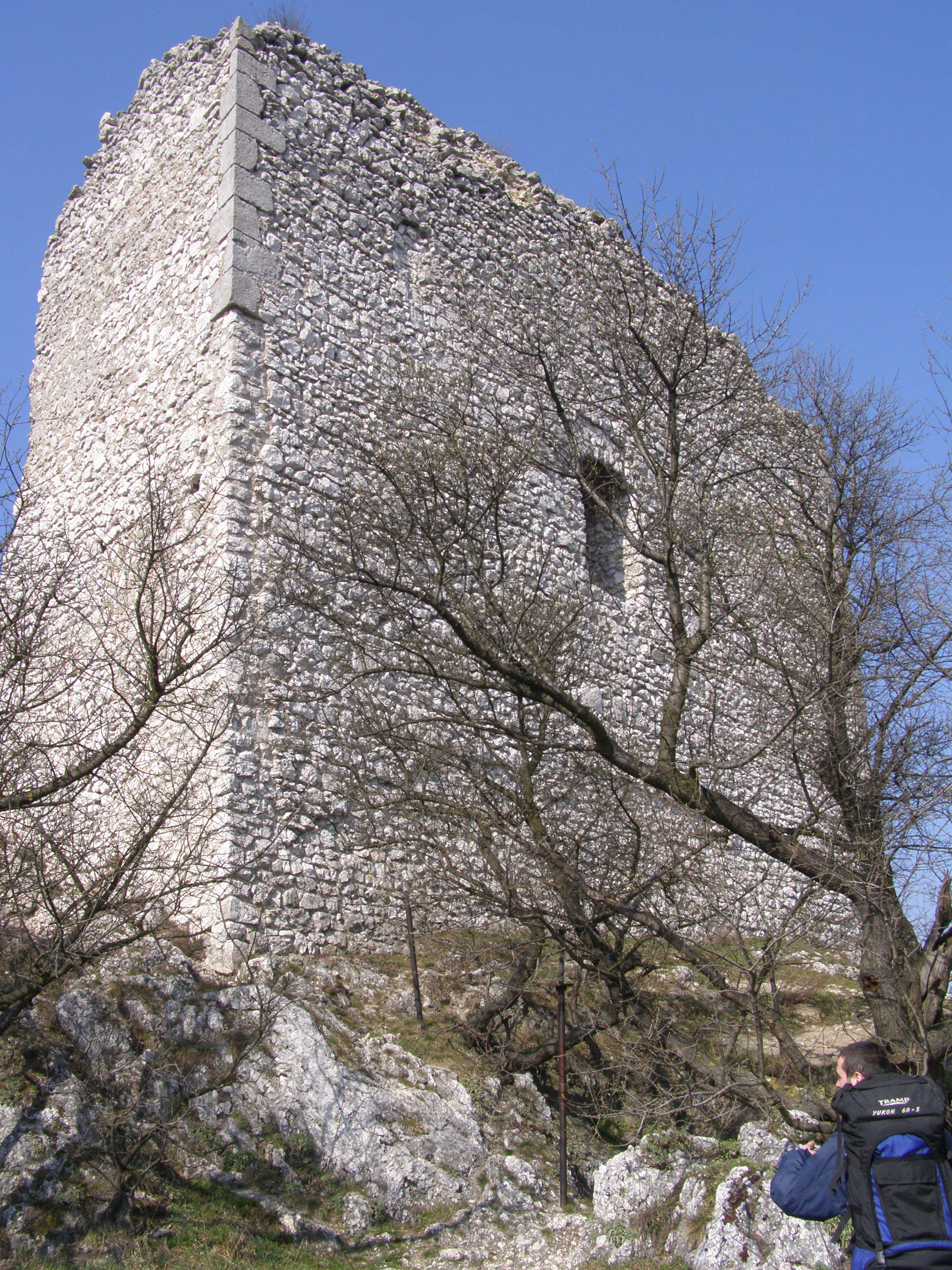
Erhaltene Mauer auf dem südlichen Felsen